# Gars am Inn
Pour les articles homonymes, voir Gars (homonymie).
Gars am Inn est une commune de Bavière (Allemagne), située dans l'arrondissement de Mühldorf am Inn, dans le district de Haute-Bavière.